# Taylor Swift

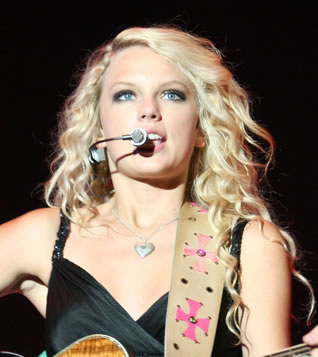
Taylor Swift (2007)

Taylor Alison Swift (Reading, Pennsilvània, 13 de desembre del 1989), coneguda com a Taylor Swift, és una cantant estatunidenca, compositora i intèrpret de música country, pop i indie pop. És reconeguda per la qualitat compositiva de les seves cançons, versatilitat musical, i les diverses reinvencions que ha tingut com a figura musical. Exerceix una considerable influència en la indústria musical i per tot plegat se la considera una destacada figura a la cultura popular de principis del segle XXI.
Swift és una de les figures musicals amb més vendes del món, amb un global estimat de 200 milions de discos. Set dels seus àlbums han obert amb més d'un milió de vendes pures en una setmana. Ha estat inclosa entre els artistes més grans de la història per publicacions com Rolling Stone, Billboard i Forbes. És l'única persona de les arts que ha estat nomenada Persona de l'Any de Time (2023). Els seus reconeixements inclouen 14 premis Grammy, un Primetime Emmy Award, 40 American Music Awards, 39 Billboard Music Awards i 30 MTV Video Music Awards; ha guanyat el premi Grammy a l'àlbum de l'any, el premi MTV Video Music al vídeo de l'any i l'artista de gravació global de l'any IFPI almenys quatre vegades cadascun.
La seva influència social també és molt gran, formant part de la conversa pública, cosa que ha dut a anomenar-la part de l’esperit dels temps o zeitgeist. La seva música, vida i imatge pública són punts d'atenció a la cultura mundial de les celebritats. Inicialment un ídol per a adolescents, s'ha consolidat com una icona pop; moltes publicacions descriuen la seva enorme popularitat i longevitat com una excepció des del segle xx. El 2013, Jody Rosen, de la revista New Yorker, va batejar Swift com "l'estrella del pop més gran del món" i va opinar que la trajectòria del seu estrellat ha desafiat els patrons establerts. Rosen va afegir que Swift se situa "entre gèneres, èpoques, demografia, paradigmes, tendències", deixant els seus contemporanis "competint pel segon lloc". Els crítics consideren Swift com una combinació rara però reeixida dels arquetips de l'estrella del pop i el cantautor.
Dels fans de Swift se'n diu Swifties. Billboard va assenyalar que ben pocs artistes han tingut alhora el seu èxit a les llistes, l'aclamació de la crítica i el suport dels seus fans. Els milions d'àlbums venuts per Swift es consideren una anomalia a la indústria dominada per streaming després del final de l'era dels àlbums a la dècada de 2010. L'economista Alan Krueger ha descrit Swift com un "geni econòmic".

No s'està de fer sentir la seva veu progressista en temes socials, difonent el seu missatge a la seva amplíssima base de seguidors a les xarxes socials. Recentment, després del debat entre els candidats a la presidència dels EEUU Kamala Harris i Donald J. Trump de l'onze de setembre de 2024 va donar el seu suport a la candidatura de Harris, i ha insistit en el seu recolzament a la candidatura demòcrata.

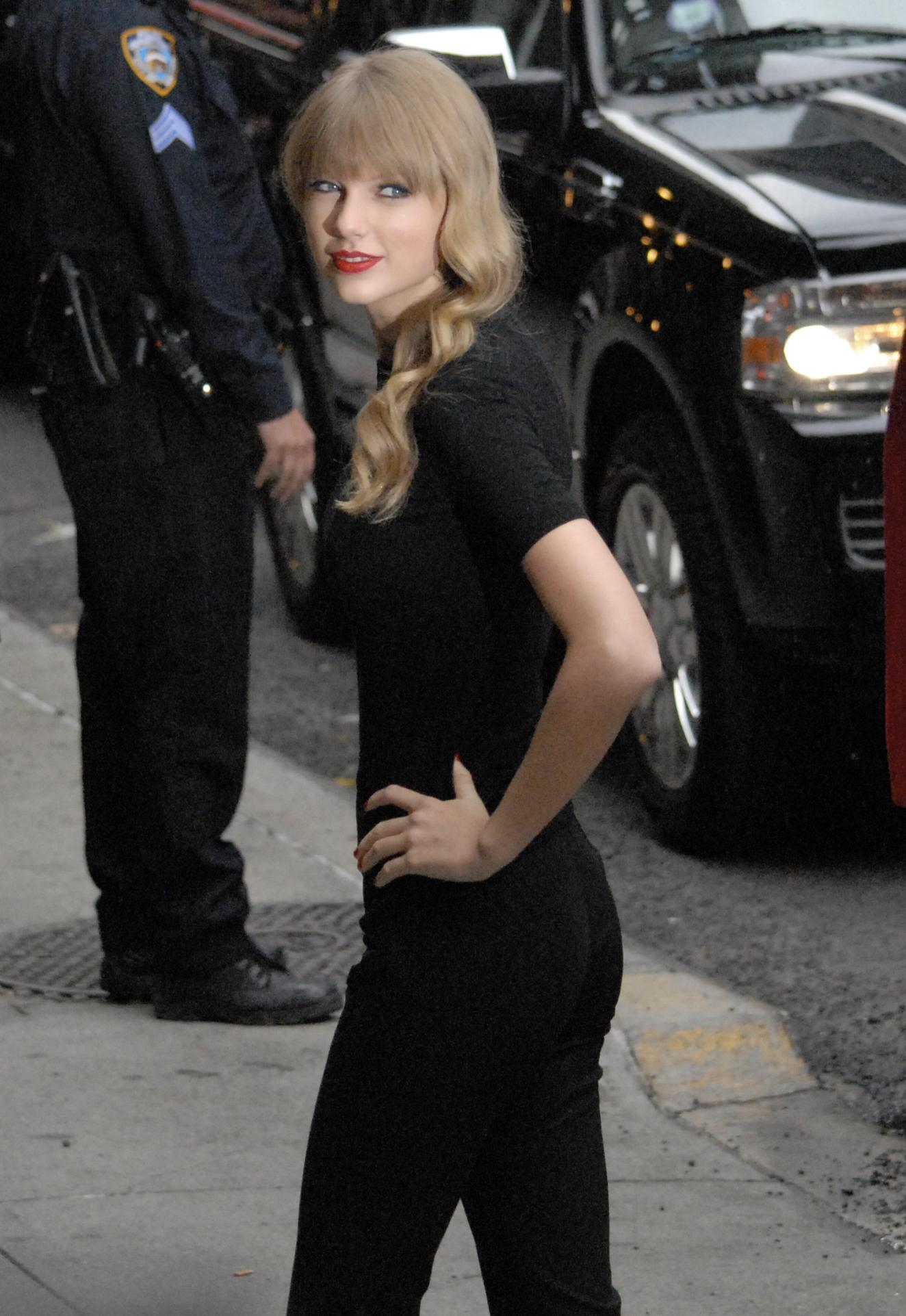
Taylor Swift (2012)

## Biografia

### Primers anys
Taylor Alison Swift va néixer el 13 de desembre de 1989, a West Reading, Pennsylvania. El seu pare, Scott Swift, va ser un corredor de borsa de Merrill Lynch i la seva mare, Andrea Gardner Swift (de soltera Finlay), va ser mestressa de casa i abans va treballar com a executiva de màrqueting d'un fons d'inversió. El seu germà petit, Austin, és actor; la seva àvia materna, Marjorie Finlay, era cantant d'òpera. Porta el nom del cantautor James Taylor.
Va passar els seus primers anys en una granja d'arbres de Nadal que el seu pare havia comprat a un dels seus clients. De ben petita va assistir a l'escola Alvernia Montessori, dirigida per les germanes franciscanes Bernadine abans de traslladar-se a l'escola Wyndcroft. Després la família es va traslladar a una casa de lloguer a la ciutat suburbana de Wyomissing, Pennsilvània, on Swift va assistir a l'escola secundària/senior de l'àrea de Wyomissing. Va passar els estius a Stone Harbor, Nova Jersey, fins als 14 anys, on va actuaren una cafeteria local.
Als nou anys, Swift es va interessar pel teatre musical i va actuar en quatre produccions de la Berks Youth Theatre Academy. També va viatjar regularment a la ciutat de Nova York per a lliçons de veu i interpretació. Més tard, Swift va canviar el seu enfocament cap a la música country, inspirada en les cançons de Shania Twain. Els caps de setmana actuava en festivals i esdeveniments locals. Després de veure un documental sobre Faith Hill, Swift va estar segura que necessitava traslladar-se a Nashville, Tennessee, per seguir una carrera musical. Va viatjar-hi amb la seva mare als onze anys on va visitar segells discogràfics i va enviar cintes de demostració de les versions de karaoke de Dolly Parton i les Dixie Chicks. Va ser rebutjada, però, perquè "tothom en aquella ciutat volia fer el que jo volia fer. Així que, vaig seguir pensant per a mi mateix, necessito trobar una manera de ser diferent".
Quan Swift tenia uns 12 anys, el reparador d'ordinadors i músic local Ronnie Cremer li va ensenyar a tocar la guitarra. "Kiss Me" de Sixpence None the Richer va ser la primera cançó que Swift va aprendre a tocar. Cremer va ajudar amb els seus primers esforços com a compositora, el que la va portar a escriure "Lucky You". El 2003, Swift i els seus pares van començar a treballar amb el gerent de talent de Nova York, Dan Dymtrow. Amb la seva ajuda, Swift va modelar per a Abercrombie & Fitch com a part de la seva campanya "Rising Stars", va incloure una cançó original en un CD recopilatori de Maybelline i es va reunir amb les principals discogràfiques. Després d'interpretar cançons originals en un showcase de RCA Records, Swift, llavors amb 13 anys, va rebre un acord de desenvolupament d'artista i va començar a fer viatges freqüents a Nashville amb la seva mare. Per ajudar a Swift a entrar en l'escena de la música country, el seu pare es va traslladar a l'oficina de Merrill Lynch a Nashville quan ella tenia 14 anys, i la família es va traslladar a Hendersonville, Tennessee. Swift va assistir inicialment a Hendersonville High School abans de traslladar-se a l'Aaron Academy després de dos anys, la qual cosa s'adaptava millor al seu programa de gira a través de l'educació a casa. Es va graduar un any abans.
Swift va començar a escriure cançons professionals als 14 anys i va signar amb Big Machine Records el 2005 per convertir-se en cantant country. Amb Big Machine, va llançar sis àlbums d'estudi, quatre d'ells a la ràdio country, començant amb el seu àlbum homònim el 2006. El seu següent, Fearless (2008), va explorar el pop country i els seus senzills "Love Story" i "You Belong With Me" la va catapultar al protagonisme. Speak Now (2010) va incorporar influències del rock, mentre que Red (2012) va experimentar amb elements electrònics i va incloure la primera cançó número u del Billboard Hot 100 de Swift, "We Are Never Ever Getting Back Together". Va abandonar la seva imatge de música country amb 1989 (2014), un àlbum de synth-pop recolzat per les cançons que van encapçalar les llistes "Shake It Off", "Blank Space" i "Bad Blood". L'escrutini dels mitjans va inspirar Reputation (2017) amb inspiració de hip-hop i el senzill número u "Look What You Made Me Do".
Després de signar un nou contracte amb Republic Records el 2018, Swift va llançar l'àlbum pop Lover (2019) i el documental autobiogràfic Miss Americana (2020). Va abraçar el folk indie i el rock alternatiu als seus àlbums Folklore i Evermore del 2020, va explorar estils chill-out a Midnights (2022) i va tornar a gravar quatre dels seus primers sis àlbums com "Taylor's Versions" després d'una disputa amb Big Machine. Els àlbums i les seves cançons número u "Cardigan", "Willow", "All Too Well (10 Minute Version)" i "Anti-Hero" van batre diversos rècords. El 2023, Swift es va embarcar en la gira The Eras Tour, la seva gira de concerts més extensa. També ha dirigit vídeos musicals i pel·lícules com All Too Well: The Short Film (2021). Tal com diu l'article, la parella de la Taylor Swift és Travis Kelce.
Travis Kelce ha estat criticat després de posar en una selfie amb un policia fora d'un restaurant de Kansas City poques hores després de l'horrible tiroteig a la desfilada del Super Bowl dels Chiefs, que es va dur a terme dimecres passat.
Després d'haver venut més de 200 milions de discos a tot el món, Swift és una de les músics més venudes, l'artista femenina amb més reproduccions a Spotify i l'únic artista que té cinc àlbums amb vendes la primera setmana de més d'un milió de còpies als Estats Units. Ha aparegut en llistes com els 100 millors compositors de tots els temps de Rolling Stone, el "Greatest of All Time Artists" de Billboard, el Time 100 i el Forbes Celebrity 100. Entre els seus reconeixements hi ha 12 premis Grammy, incloent tres guanys a l'àlbum de l'any, un Primetime Emmy Award, 40 American Music Awards; 29 Premis Billboard de la Música; 12 Country Music Association Awards, tres premis IFPI Global Recording Artist of the Year i 101 Guinness World Records. Honorada amb títols com Artista de la dècada i Dona de la dècada, Swift és una defensora dels drets dels artistes i de l'empoderament de les dones.
Acadèmics australians analitzen perquè Taylor Swift s'ha convertit tant poderosa.

### Taylor Swift (2006)
Taylor Swift va ser el primer àlbum d'estudi homònim de la cantant i compositora country Taylor Swift. L'àlbum va ser llançat el 24 d'octubre de 2006 sota el segell Big Machine Records. Swift va escriure les cançons per a l'àlbum durant el seu primer any de preparatòria i ha escrit els crèdits en totes les cançons dels àlbums incloent les cançons coescrites amb Liz Rose. Swift va experimentar gravar l'àlbum amb molts productors, en última instància, va triar al productor que va produir la seva demo, Nathan Chapman. Musicalment, l'àlbum té estil música country i pop, i líricament, parla sobre les relacions romàntiques, un parell que Swift va escriure observant relacions abans d'estar en una.
| «              | Estava sortint amb un noi i a punt de mudar-me. Sabia que anàvem a trencar, així que vaig començar a pensar en les coses que sabia que m'ho recordarien. Misteriosament, el primer que em va passar pel cap va ser el meu cantant favorit de country Tim McGraw. | » |
| — Taylor Swift | |   |

El senzill va arribar al número dos el 27 de juny de 2007. El seu video va establir un rècord en figurar durant trenta setmanes consecutives en "GAC 's fan-voted weekly Top 20 music".
El 15 de maig de 2007 va cantar «Tim McGraw» en els premis de l'ACM (Academy of Country Music) davant del cantant en honor del qual havia titulat el seu primer senzill.
El seu segon senzill, «Teardrops on My Guitar», va ser llançat el 24 de febrer de 2007. Va aconseguir la seva màxima posició en l'estiu de 2007, arribant al segon lloc de les llistes de country i al trenta-tres en el Billboard Hot 100.
L'octubre del 2007, va aconseguir el premi de l'Associació de Compositors de Nashville al millor cantant i compositor. En aquell moment va ser l'artista més jove a rebre'l.
El 7 de novembre de 2007, va llançar a la venda el tercer senzill «Our Song», el qual va arribar al lloc número 1 en la setmana del 22 de desembre de 2007, on va pujar des de la sisena casella. «Our Song» va estar sis setmanes en el primer lloc de les llistes de country, arribant fins i tot al lloc setze del Billboard Hot 100.
Taylor també va gravar un EP nadalenc anomenat Sounds of the Season, que va sortir a la venda el 16 d'octubre de 2007, el qual va estar disponible exclusivament en Target Corporation i va tenir l'èxit del seu àlbum debut. Va estar nominada el 2008 a un Grammy en la categoria de Millor artista revelació, però el premi el va obtenir Amy Winehouse. El seu quart senzill, «Picture to Burn», va ser llançat a principis de 2008 i va ocupar el tercer lloc en el Billboard Country Chart a la primavera del mateix any. Big Machine Records va anunciar el 19 de març la sortida al mercat de «Should've Said No», el cinquè i últim senzill del disc Taylor Swift.
Taylor Swift comença a sortir amb el jugador Travis Kelce.

### Fearless (2008)
El segon àlbum d'estudi, Fearless, va sortir a la venda als Estats Units l'11 de novembre de 2008. Totes les cançons de l'àlbum tornen a estar escrites o coescrites per Taylor. Fins al moment l'àlbum ha estat un dels més venuts als Estats Units amb 6.173.000 còpies venudes entre novembre del 2008 i maig del 2010 i supera els 10.000.000 en el món. A més que es va presentar a Madison Square Garden amb aquest disc també. L'àlbum va debutar en el número 1 de Billboard 200, venent 700.000 còpies en la seva primera setmana sent l'àlbum de música country amb més vendes, i el quart més venut en el 2008. El seu primer senzill «Love Story» es va convertir ràpidament en un èxit en les cartelleres de pop i country. Durant la primera setmana es van vendre per Internet més d'1 029 000 còpies de Fearless, convertint-se en l'àlbum de música més venut per via digital durant la seva primera setmana a la venda. Sent el segon àlbum amb més còpies venudes digitalment en la seva primera setmana des que Nielsen SoundScan va començar el 2004. Després de vuit setmanes, Fearless havia venut més de 4.768.467 còpies a través d'Internet. Superant al seu àlbum debut que havia venut 236.046 fins al 18 d'abril del 2009.
En la seva primera setmana set cançons de Fearless van entrar a Billboard Hot 100, empatant a Hannah Montana com l'artista femenina amb més cançons en Billboard Hot 100 en una setmana. El senzill «White Horse» es va situar en la tretzena posició, sent el sisè senzill de Swift en arribar al top 20 de Billboard Hot 100 en el seu debut, de les tretze cançons de Fearless, un total d'onze van arribar al Billboard Hot 100.
El senzill «Change» va ser seleccionat com a part de la banda sonora per donar suport a la delegació nord-americana a les Olimpíades de Pequín 2008. El 12 de setembre va debutar «Love Story» el senzill més reeixit de l'àlbum. El vídeo de la cançó està basat en Romeu i Julieta. La cançó va ser la segona més descarregada a iTunes Store Top Downloaded Songs i la quarta en el Billboard Hot 100. Quinze setmanes després d'haver estat inclòs en les emissores de música pop, «Love Story» es va convertir en la primera cançó de música country en arribar al número u en the Nielsen BDS CHR / Top 40 chart en els setze anys d'història de la llista, també va aconseguir el número u en Mediabase Top 40 Chart. el segon senzill de Fearless, «White Horse», va debutar el 8 de desembre de 2008. el vídeo es va estrenar a CMT el 7 de febrer de 2009. Encara que no va aconseguir el primer lloc en el Billboard 's Hot Country Songs si ho va aconseguir en l'USA Today / Country Aircheck chart l'abril del 2009. «Forever and Always», una altra cançó de Fearless està basada en la relació de Swift i Joe Jonas.
És l'àlbum country més premiat de la història.

### Speak Now (2010)
El 20 de juliol de 2010, Taylor Swift va anunciar en una trobada digital amb els seus fans que el seu tercer àlbum, titulat Speak Now, seria llançat el 25 d'octubre d'aquest mateix any. L'àlbum, en el qual Taylor va estar 2 anys treballant, consta de 14 cançons escrites per ella mateixa. El primer senzill del nou disc va ser «Mine» i encara que inicialment estava previst que sortís a la venda el 16 d'agost de 2010, la cançó es va filtrar a Internet, de manera que la productora va decidir llançar-immediatament, sortint finalment el 4 d'agost.
El 7 de setembre de 2010 es van confirmar les primeres dates de la gira, que començaria el febrer del 2011 a Osaka, Japó. La gira va constar d'un total de 111 concerts a 18 països de tot el món, i es va acabar l'any 2012. A Espanya, va actuar el 19 de març de 2011, al Palau d'Esports de la Comunitat de Madrid, en la seva primera visita a Espanya.
L'àlbum ha rebut bones crítiques, a més va vendre 1.044.447 milions de còpies en la seva primera setmana, sent l'artista número 13 en aconseguir vendre un milió de còpies d'un àlbum, la setmana del seu llançament. També ha estat considerat l'àlbum més venut en la seva primera setmana en tota la història de la música country, d'una artista femenina, superant a Up! de Shania Twain.

### Red (2012)

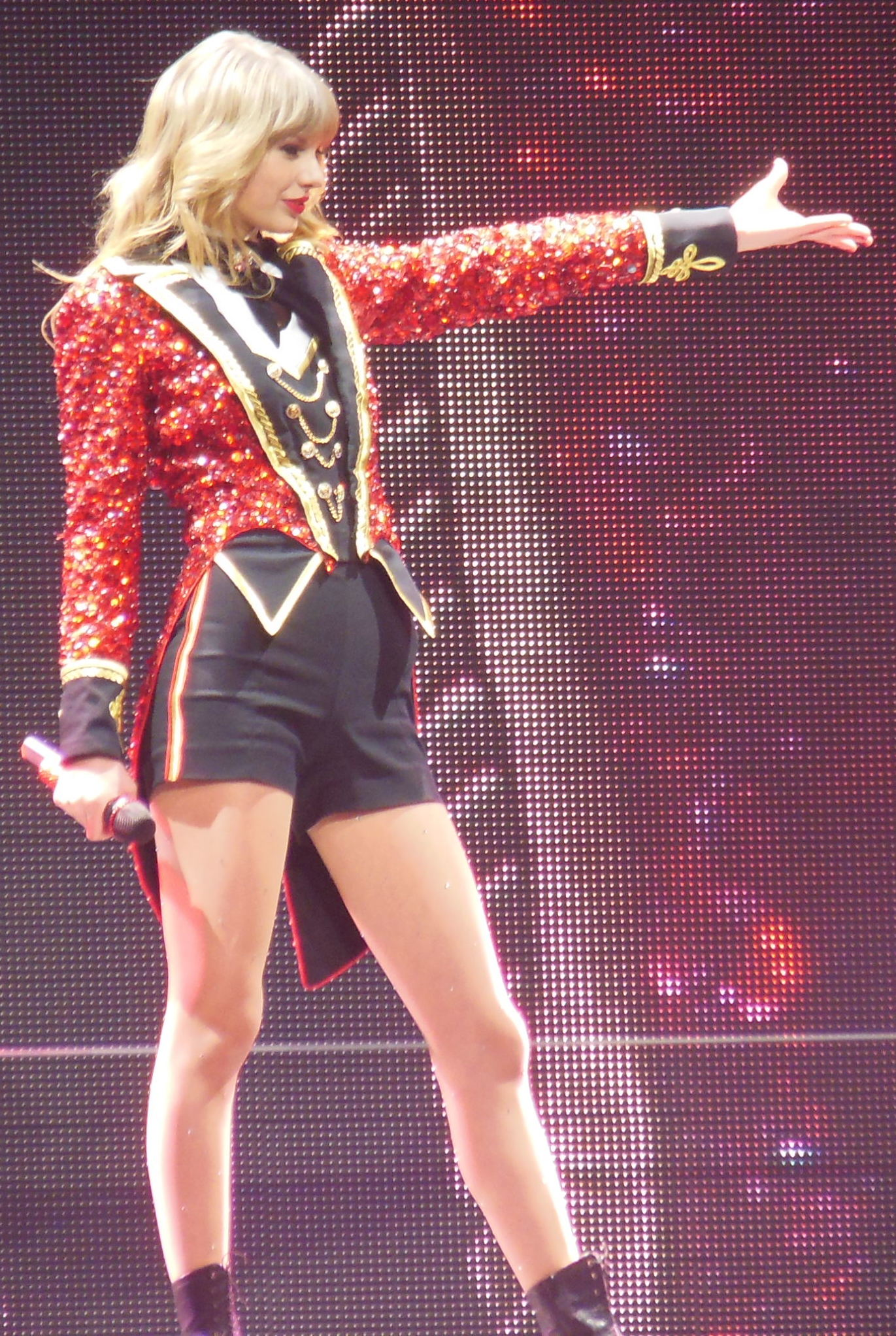
Swift durant el Red Tour el 2013

Taylor va fer saber mitjançant Twitter que es trobava enregistrant la música per al seu últim àlbum. Va dir que el nom encara no era llest, però que ja tenia algunes cançons gravades.
El seu nou àlbum va sortir el 22 d'octubre. L'artista va mencionar que volia fer alguna cosa diferent amb aquest àlbum, donar-li un gir a la seva música. El nom d'aquest nou àlbum és RED. Del seu quart disc en surt el primer senzill "We Are Never Ever Getting Back Together", tret el 13 d'agost de 2012, després del live chat on revelà el nom de l'àlbum i aquesta nova cançó, a més d'alguns detalls del vídeo musical. Finalment, després de molts anys de carrera musical i cançons importants, aconsegueix amb aquest senzill, el seu primer número 1 a la Billboard Hot 100. El 7 de setembre d'aquest any, va cantar a la gala “Stand Up to Cancer” una cançó que rep el nom de “Ronan”, dedicada a un nen de quatre anys que va morir de càncer. Està inspirada en una carta de la mare del petit. Quatre setmanes abans del llançament del nou disc, elaborà un countdown amb quatre cançons que va avançar a Good Morning America aquell dilluns, i va treure una cançó de manera oficial l'endemà. La primera va ser “Begin Again”, a la qual va seguir “Red”, cançó que dona nom a l'àlbum, “I Knew You Were Trouble” i “State of Grace”. Aquesta última cançó va veure la llum una setmana abans de la sortida oficial del disc al mercat.

### 1989 (2014)

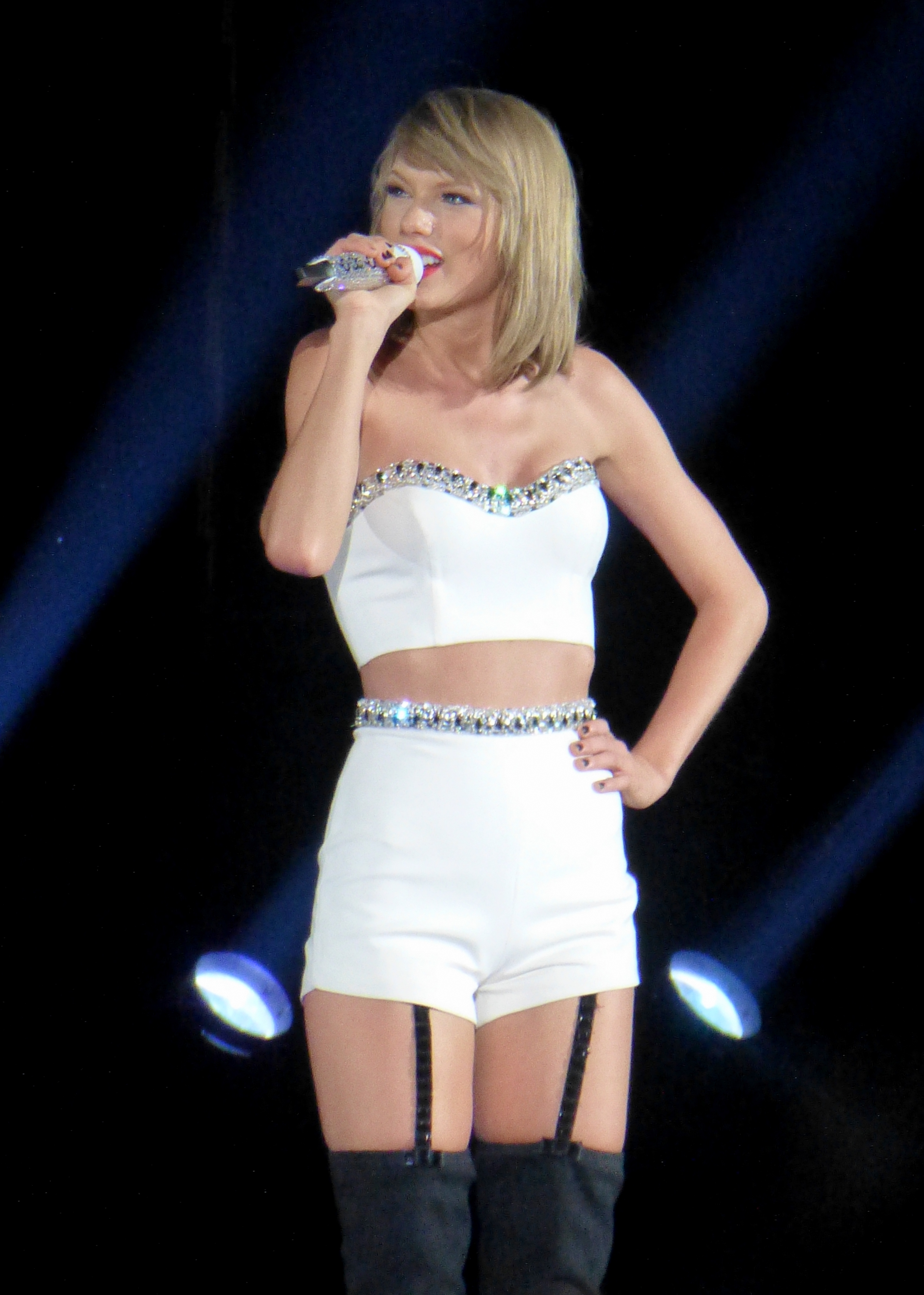
Swift durant la gira "1989 World Tour", el concert més important del 2015

El juliol de 2013, abans d'acabar l'era Red, Taylor Swift va voler començar a escriure la seva nova obra. En algunes entrevistes ja va dir que aquest disc anava a ser diferent. Max Martin i Sellback van ser de les persones que més la van ajudar a capgirar musicalment aquest nou àlbum.
El 21 d'octubre Taylor va escriure un tweet on deia que ja treballava en el nou àlbum i al cap d'un mes, ella va dir a Capital FM <<Morint per què la gent m'escolti>>. Swift va dir que el so seria molt diferent i que volia evolucionar de Red.
En una entrevista a Billboard, la Taylor va dir que el disc podria estar a la venda més o menys el quart semestre de 2014, però no va voler dir molt més perquè ella no sabia si seria així i no volia fer plans públicament perquè potser podien canviar.
Cap a mitjan febrer (2014) Ryan Tedder, va dir a KIIS FM que havia col·laborat amb l'americana per al seu disc. Ell la va esmentar com a "mestra de la composició" per una facilitat inata en compondre cançons.
El director de Big Machine Records va dir en una entrevista a Rolling Stone que Max Martin estava col·laborant moltíssim en l'àlbum, per això la revista va posar que seria el treball més pop que mai abans havia fet la cantant. Més tard, la cantant va dir que havia posat Max Martin com a productor executiu per com l'havia ajudat.
Agost va ser el mes que Taylor va desvelar el nom del disc (1989), el llançament (27 d'octubre del 2014) i el primer senzill, "Shake It Off", durant una transmissió en directe.
El 27 d'octubre Taylor va treure el disc al mercat.

### Reputation (2017)
Taylor Swift era coneguda per la seva estratègia de llençar disc durant els mesos de tardor dels anys parells, tal com es pot comprovar amb els seus primers discs. No obstant, després de 5 discs opta per trencar aquesta "tradició" i no treure cap disc l'any 2016. Ara bé, aquesta decisió no va ser deguda a cap estratègia comercial ni res per l'estil, sinó que per entendre cal tenir en compte la situació personal i professional que estava vivint la cantant durant aquella època. El 2016 va ser un any decisiu per a la vida de Taylor Swift. A principis d'aquest any, en la 58ª edició dels Premis Grammy Taylor va ser guardonada amb 3 premis (Best Music Video per Bad Blood i Best Pop Vocal Album i Album of the Year per 1989). De fet, durant el discurs d'agraïment per aquest últim premi l'artista va afirmar: "...I want to say to all the young women out there, there are going to be people along the way who will try to undercut your success or take credit for your accomplishments or your fame. But if you just focus on the work and you don't let those people sidetrack you, someday when you get where you're going, you will know it was you and the people who love you who put you there...", paraules que es creu que van relacionades amb la controvertida frase de Kanye West en la seva cançó Famous ("I feel like me and Taylor might still have sex, why? I made that bitch famous") on s'atribuiex el mèrit de l'èxit de la cantant per la controvèrsia dels MTV Video Music Awards de 2009.
Aquest fet es creu que va ser el desencadenant que va portar a Kim Kardashian, esposa del raper, a fer públics una sèrie d'snapchats on es mostra una conversa entre aquest i Taylor Swift on se suposa que l'artista dona el seu consentiment a l'anteriorment esmentada frase de la cançó. No obstant, en aquesta conversació mai es menciona la paraula que veritablement va ofendre a la cantant: "bitch". Aquest fet va portar a tota una sèrie d'esdeveniments i exposició mediàtica en la cultura de la cancel·lació que va afectar greument a la cantant.
El primer senzill de Reputation "Look What You Made Me Do" es publica a l'agost del 2017 i tracta des del seu punt de vista la situació en què es troba en la industria musical.
L'àlbum es publica el 10 de novembre del 2017 i té un so electropop fruit de la coproducció de Taylor Swift, Jack Antonoff, Max Martin i Shellback. La temàtica de les lletres giren en dos punts claus, la situació de la cantant en el punt de mira de la crítica i dels mitjans de comunicació i la cerca de l'amor en aquesta situació.

### Lover (2019)

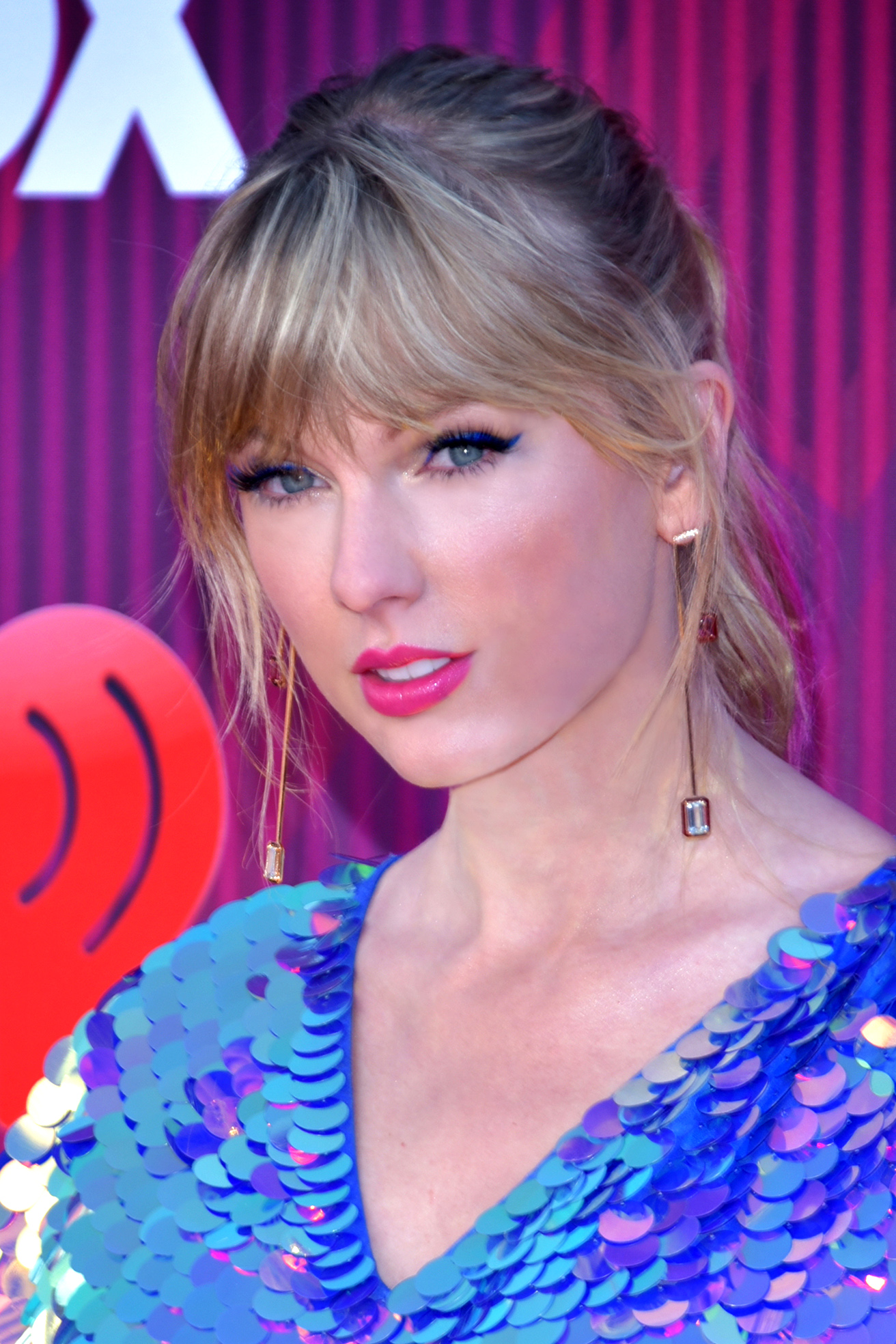
Swift als Premis 2019 d'iHeartRadio Music

Durant el mes d'abril de 2019 quelcom es va començar a gestar des del compte d'instagram de la cantant. El continu de fotografies de la gira Reputation va ser interrompuda per un seguit de fotogrames de tons pastels, portades en revistes amb una indumentària completament oposada a la foscor de l'era Reputation. Les sospites d'inici d'una nova era van ser confirmades quan la mateixa cantant va activar un compte enrere des del seu propi perfil d'instagram amb data final el 26 d'abril, tal com citaven els diferents posts penjats per l'artista.
Durant aquest període, la cantant encarrega a l'artista Kelsey Montague l'elaboració d'un mural al barri de Gulch, Nashville, ciutat que va veure els seus inicis en el món de la música. El mural constava de les ales d'una papallona repleta de missatges ocults (easter eggs) sobre la nova era de la cantant.
El dia anterior a l'acabament del compte endarrere, alguna cosa es va començar a gestar en el mural. L'artista es va acostar al mural i va començar a dibuixar. L'esdeveniment va congregar una sèrie de fans que passejaven pels carrers de Nashville, i es va convertir en un fenomen per xarxes socials. Durant aquest rebombori, la mateixa Taylor Swift va acostar-se al mural on restava escrit entre ambdues ales el nom del seu primer senzill de la nova era: ME!
Aquella mateixa nit, el seu primer senzill (ME!) va ser llançat a totes les plataformes digitals, juntament amb el videoclip. La cançó va resultar ser un duet amb el cantant del grup Panic! at the Disco (Brendon Urie), el qual dona inici a aquesta nova etapa d'una manera molt Taylor: matant l'antiga Taylor. Aquest cop la mort no s'anuncia des d'un telèfon com amb Look What You Made Me Do, sinó que es basa en una metàfora molt visual. Al principì del videoclip apareix una serp de tons pastels, molt similar a la serp que ha estat el símbol de l'era Reputation, reptant cap a la càmera de forma amenaçadora. No obstant això, aquest cop quan es disposa a atacar, la serp explota convertint-se en un plagat de papallones que volen de l'escena fins a descobrir els intèrprets discutir en francès en un pis d'ambientació parisenca. De fet, s'interpreta que les papallones, símbol de metamorfosi i renaixement, són el símbol d'aquesta nova etapa, tal com declarava la cantant amb el mural de Nashville.
Aquest videoclip també és ple de pistes sobre aquesta nova etapa. Entre d'elles, la cantant va reptar als fans a trobar el nom del disc i del pròxim senzill, els quals es trobaven escrits en el mateix videoclip. Segons les paraules textuals de Taylor sobre el títol del seu nou disc: "I think you see it once, and you hear it twice". De fet, en el mateix videoclip, durant una escena que recorda molt al principi del seu videoclip Begin again, de fons s'observa un cartell de neó rosa on resta el nom Lover, el qual també apareix dues vegades en el pont de la cançó ("Baby doll, when it comes to a lover"). El mateix succeeix amb el nom del seu segon senzill, el qual apareix ni més ni menys que en els propis subtítols de les frases en francès que comparteixen ambdós cantants: You Need To Calm Down. De fet, ambdós detalls varen ser revelats per la mateixa cantant mitjançant un directe d'Instagram el 12 de juny de 2019.
2 dies després, és a dir, el 14 de juny de 2019 va ser llançat el vídeo líric del segon senzill (You Need To Calm Down), el qual conté diverses referències a la comunitat LGTBIQA+, amb què Taylor ha estat vinculada. Aquestes referències varen ser confirmades amb la publicació del videoclip oficial el següent dilluns 17 de juny de 2019.
Estava previst que l'estiu del 2020 inicies la gira per promocionar el disc Lover, però la pandèmia del Covid-19 va fer cancel·lar-la.

### Folklore (2020)
El 23 de juliol del 2020 anuncia per xarxes socials la publicació del seu vuitè treball discogràfic, que es publica el 24 de juliol. El mateix dia es llança el primer i únic senzill anomenat Cardigan sobre la perspectiva d'un triangle amorós que es relaciona amb dues altres cançons del disc agost i Betty.
L'àlbum està escrit i produït per ella mateixa, Jack Antonoff i Aaron Dessner (membre de The National). Conté la col·laboració de Bon Iver a la quarta cançó de l'àlbum Exile.
L'àlbum va ser realitzat en confinament i al novembre del 2020 Taylor, Jack Antonoff i Aaron Dessner s'ajunten per gravar l'àlbum en un concert per Disney+ anomenat Folklore: The Long Pond Studio Session.
Durant la primera setmana, l'àlbum va debutar al número 1 del Billboard 200 mentre que Cardigan ho va fer del Billboard Hot 100. Va trencar el rècord de més streams en el primer dia a Spotify per una artista femenina i va ser l'àlbum més venut als Estats Units el 2020 venent 1.2 milions de còpies.

### Evermore (2020)
L'artista anuncia també per sorpresa la publicació de evermore (estilitzat en minúscules) mitjançant les xarxes socials i el presenta com un disc germà de folklore publicat l'11 de desembre. L'àlbum també està produït per ella, Jack Antonoff i Aaron Dessner i els temes de les cançons son similars a folklore. I col·laboren Haim a No body, no crime, The national a Coney Island i Bon Iver a Evermore. El mateix dia es llança el primer i únic senzill anomenat Willow.
A l'igual que folklore, evermore va debutar al número 1 del Billboard 200 mentre que Willow ho va fer del Billboard Hot 100. Aquest fet va convertir-la en la primera artista en debutar dos cops dos àlbums i dos senzills de forma simultània.

### Regravacions - "Taylor's Version" (2021-)

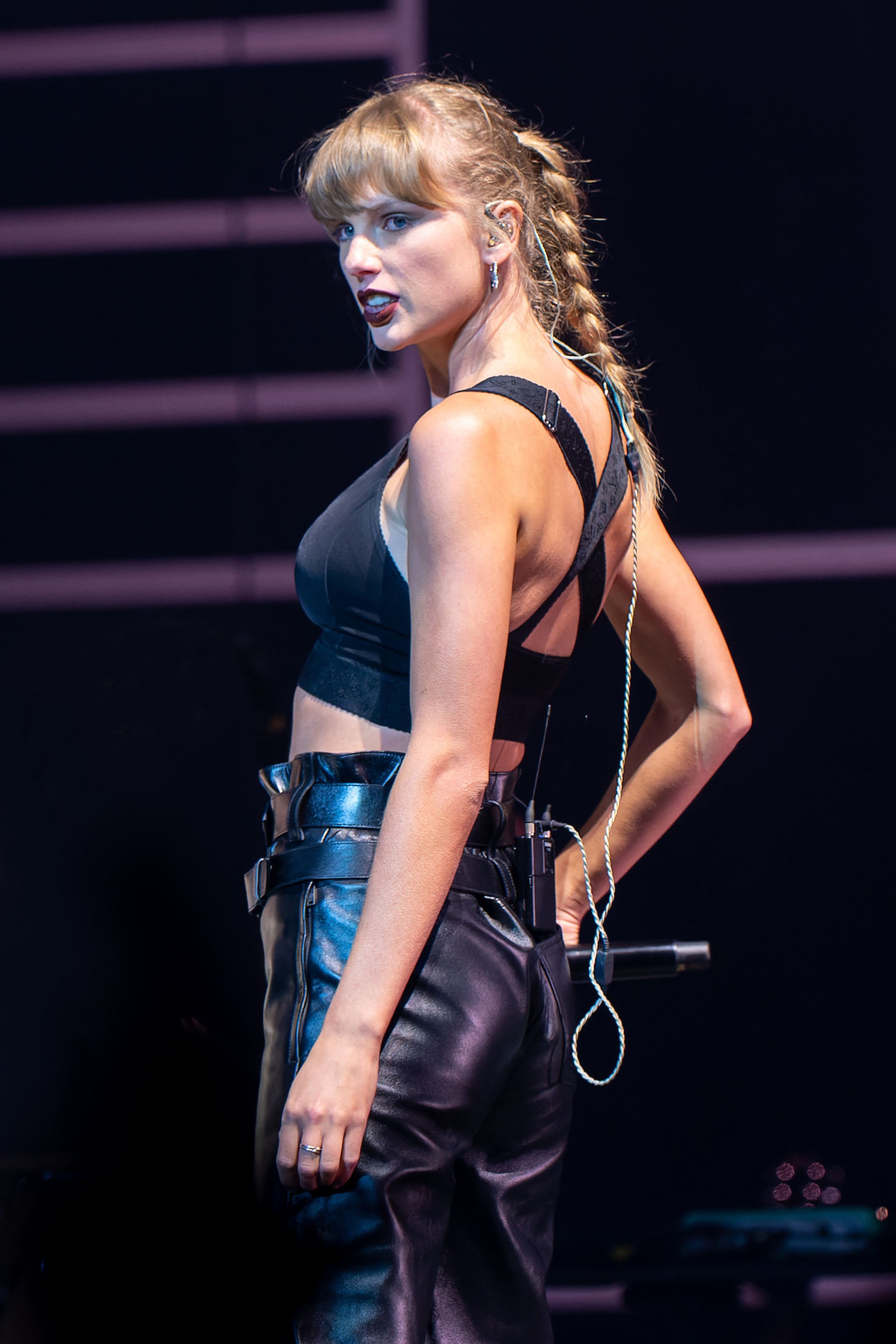
Taylor Swift com a convidada sorpresa al One More Haim Tour el 2022

Degut a la problemàtica dels màsters de Taylor Swift fins a Reputation havent estat venuts a Scooter Braun, Taylor va publicar dos regravacions el 2021 reanomenant-les Taylor's Version.

### Midnights (2022)[calcitació]
Als MTV Video Music Awards 2022 el 28 d'agost de 2022 va anunciar un àlbum d'estudi "nou per estrenar" previst per al llançament el 21 d'octubre de 2022. Poc després, el lloc web oficial de Swift es va actualitzar amb un rellotge que comptava enrere fins a la mitjanit i la frase "Ens veiem a mitjanit". Els llenços d'algunes de les cançons de Swift a Spotify es van canviar a un visual que mostrava el rellotge. A mitjanit, Swift va publicar als seus comptes de xarxes socials que el seu desè àlbum d'estudi es titularia Midnights, acompanyat d'una premissa i una versió temporal de la portada. Va descriure l'àlbum com "les històries de 13 nits sense dormir escampades al llarg de la seua vida".
Per a la banda sonora de la pel·lícula del 2022 Where the Crawdads Sing, va gravar "Carolina", que va rebre nominacions a la millor cançó original als Globus d'Or i a la millor cançó escrita per a mitjans visuals als premis Grammy.

### The Tortured Poets Department (2024)
A la 66a edició dels premis Grammy, Swift va anunciar el seu onzè àlbum d'estudi, The Tortured Poets Department, que es publicà el 19 d'abril de 2024.
Dues hores després de llançar l'àlbum, va anunciar la segona part del projecte, anomenada The Tortured Poets Department: The Anthology. Aquest segon àlbum contenia 15 cançons noves, d'entre les quals estaven les quatre cançons exclusives de les quatre edicions explusives (The Manuscript, The Bolter, The Albatross i The Black Dog).
L'edició estàndard de l'àlbum es va filtrar íntegrament el 17 d'abril de 2024, dos dies abans del seu llançament oficial, que va provocar que la frase "Taylor Swift leak" fos temporalment prohibida de les cerques a la plataforma de xarxes socials X (abans Twitter).
Pel que fa a la recepció del públic, The Tortured Poets Department: The Anthology es va convertir en l'àlbum amb més reproduccions en un dia (313 milions); el single principal, Fortnight amb Post Malone va rebre 25 milions de reproduccions, convertint-se en la cançó amb més reproduccions en 24 hores a Spotify; i, finalment, Taylor Swift va rebre més de 380 milions de reproduccions, convertint-la en l'artista amb més reproduccions en un període de 24 hores de la història.

## Discografia
| Taylor Swift                  | 24 d'octubre de 2006   |
| Fearless                      | 11 de novembre de 2008 |
| Speak Now                     | 25 d'octubre de 2010   |
| Red                           | 22 d'octubre de 2012   |
| 1989                          | 27 d'octubre de 2014   |
| reputation                    | 10 de novembre de 2017 |
| Lover                         | 23 d'agost de 2019     |
| folklore                      | 24 de juliol de 2020   |
| Evermore                      | 11 de desembre de 2020 |
| Fearless (Taylor's Version)   | 9 d'abril de 2021      |
| Red (Taylor's Version)        | 12 de novembre de 2021 |
| Midnights                     | 21 d'octubre del 2022  |
| Speak Now (Taylor's Version)  | 7 de juliol de 2023    |
| 1989 (Taylor's Version)       | 27 d'octubre de 2023   |
| The Tortured Poets Department | 19 d'abril de 2024     |

## Filmografia
| Any  | Títol                          | Personatge   | Notes                                                |
| ---- | ------------------------------ | ------------ | ---------------------------------------------------- |
| 2009 | CSI: Crime Scene Investigation | Haley Jones  | Episodi: "Turn, Turn, Turn"                          |
| 2009 | Saturday Night Live            | Anfitriona   | També aparegué com invitada musical                  |
| 2011 | Take Two with Phineas and Ferb | Ella mateixa | Sèrie original de Disney Channel                     |
| 2013 | New Girl                       | Elaine       | Episodi: "Downton Abbey Christmas Special (Part II)" |

| Any  | Títol                                     | Personatge     | Notes                                                                                      |
| ---- | ----------------------------------------- | -------------- | ------------------------------------------------------------------------------------------ |
| 2009 | Jonas Brothers: The 3D Concert Experience | Ella mateixa   | Cameo                                                                                      |
| 2009 | Hannah Montana: The Movie                 | Ella mateixa   | Cameo, pel·lícula de Walt Disney Pictures                                                  |
| 2010 | El dia de Sant Valentí                    | Felicia Miller | Debut en cine                                                                              |
| 2012 | The Lorax                                 | Audrey         | Actuació de veu                                                                            |
| 2014 | El dador de records                       | Rosemary       | Actor secundari                                                                            |
| 2015 | Taylor Swift: The 1989 World Tour Live    | Ella mateixa   | Concert pel·lícula estrenat en exclusiva a Apple Music                                     |
| 2018 | Taylor Swift: Reputation Stadium Tour     | Ella mateixa   | Concert pel·lícula estrenat en exclusiva a Netflix                                         |
| 2019 | Cats                                      | Bombalurina    | Personatge principal                                                                       |
| 2020 | Miss Americana                            | Ella mateixa   | Documental estrenat en exclusiva a Netflix                                                 |
| 2020 | Taylor Swift: City of Lover Concert       | Ella mateixa   | Concert pel·lícula emès a l'ABC i estrenat en exclusiva a Hulu i Disney+                   |
| 2020 | Folklore: The Long Pond Studio Sessions   | Ella mateixa   | Documental i concert pel·lícula dirigit per ella mateixa i estrenat en exclusiva a Disney+ |
| 2023 | Taylor Swift: The Eras Tour               | Ella mateixa   | Concert pel·lícula estrenat als cinemes arreu del món                                      |

## Guardons
Premis
- 2009: MTV Video Music Awards al Best Female Video pel video de You Belong with Me
- 2009: American Music Awards al Artist of the Year
- 2009: American Music Awards al Favorite Country Album per Fearless
- 2010: Grammy al millor àlbum de country amb Fearless
- 2010: Grammy a l'àlbum de l'any amb Fearless
- 2010: Grammy a millor cançó country amb White Horse
- 2010: Grammy a millor vocal performance femenina de country amb White Horse
- 2012: Grammy a la millor cançó de country i millor solo performance de country amb Mean.
- 2016: Grammy a l'àlbum de l'any amb 1989
- 2016: Grammy al millor pop, vocal àlbum amb 1989
- 2016: Grammy al millor video musical amb Bad Blood
- 2021: Grammy a l'àlbum de l'any amb folklore

Nominacions
- 2008: Grammy al millor nou artista
- 2012: Grammy al millor àlbum de country
- 2014: Grammy al millor àlbum de country